# Volleybalvereniging Capelle Nieuwerkerk 2021-2022 (femminile)
Questa voce raccoglie le informazioni riguardanti il Volleybalvereniging Capelle Nieuwerkerk nelle competizioni ufficiali della stagione 2021-2022.

## Organigramma societario
Area direttiva
- Presidente: Ard Kramer

Area tecnica
- Primo allenatore: Ivo Munter

## Rosa
| N° | Nome               | Ruolo | Data di nascita  | Nazionalità sportiva |
| -- | ------------------ | ----- | ---------------- | -------------------- |
| 1  | Fleur Uitterlinden | P     | 8 marzo 2004     | Paesi Bassi          |
| 2  | Liz Otten          | O     | 2001             | Paesi Bassi          |
| 3  | Louise Bijlsma     | S     | 2 giugno 2003    | Paesi Bassi          |
| 4  | Maureen Weernekes  | S     | 1991             | Paesi Bassi          |
| 5  | Anouk van Egmond   | O     | 15 luglio 1998   | Paesi Bassi          |
| 7  | Tessa de Boer      | S     | 17 novembre 1996 | Paesi Bassi          |
| 8  | Lisa Vossen        | P     | 2 febbraio 1994  | Paesi Bassi          |
| 9  | Juliette Mol       | S     | 8 ottobre 1990   | Paesi Bassi          |
| 10 | Laura Kerkhof      | C     | 6 novembre 1997  | Paesi Bassi          |
| 12 | Marijke Lammers    | L     | 24 giugno 1997   | Paesi Bassi          |
| 13 | Fuerra Everaert    | L     | 5 luglio 1999    | Paesi Bassi          |
| 14 | Lana Lijkendijk    | C     | 16 febbraio 2002 | Paesi Bassi          |
| 15 | Jet Kok            | O     | 17 luglio 2004   | Paesi Bassi          |

## Statistiche

### Statistiche di squadra
| Competizione          | Punti | In casa | In casa | In casa | In trasferta | In trasferta | In trasferta | Totale | Totale | Totale |
| Competizione          | Punti | G       | V       | P       | G            | V            | P            | G      | V      | P      |
| --------------------- | ----- | ------- | ------- | ------- | ------------ | ------------ | ------------ | ------ | ------ | ------ |
| Eredivisie            | 34    | 13      | 7       | 6       | 13           | 5            | 8            | 26     | 12     | 14     |
| Coppa dei Paesi Bassi | -     | 0       | 0       | 0       | 2            | 1            | 1            | 2      | 1      | 1      |
| Totale                | -     | 13      | 7       | 6       | 15           | 6            | 9            | 28     | 13     | 15     |

### Statistiche delle giocatrici
Dati non disponibili.